# 中華國際人權促進會
中華國際人權促進會為山達基的附屬組織，於2007年建立於山達基教會臺北中心，在中華民國內政部登記立案為社團法人非營利組織。該協會是山達基教組織國際青少年人權協會（YHRI）的台灣分會，其榮譽董事為米堤大飯店總經理李麗裕。
同國際人權團結聯盟其他分會一樣，中華國際人權促進會的監察人士通常由山達基教會高層人物擔任，並會在世界各地分會輪動，稱國際人權大使。中華國際人權促進會也會代表臺灣出席山達基教會租用聯合國各地大樓舉辦的「國際人權高峰會」。
國際青少年人權協會聲稱其目的是在青少年之間推廣人權教育，實際目的則是推廣宣傳新興宗教山達基教創始人L·罗恩·贺伯特的人權著作。
根據山達基教會內部備忘錄：「所有的團體和組織，形成一個全球性的網絡。每個人都有其各自的作用和責任，但是所有服務機構的目標都是提請注意L·羅恩·賀伯特的技術，並提供給公眾。」該組織被視爲山達基掩護機構，由山達基教會最高管理層掌舵。
中華國際人權促進會目前已成功進入臺北市國小。

## 與山達基的關係
中華國際人權促進會執行祕書長是山達基人、台北市中正國小的李惠芬老師。理事長許雅琛、監事長吳英辰均為教徒。理事周子良是財團法人山達基教會於1991年創立時的董事。此外，山達基教會多次為促進會活動發佈新聞稿，並把一切促進會的人權宣導、聯合國宣言等活動歸入山達基活動之一。
中華國際人權促進會是國際青少年人權協會（YHRI）的台灣分會，宗旨在與YHRI各項活動接軌。YHRI是屬於山達基教會贊助的七個組織之一，財政是由國際山達基人協會獨家贊助，其目的是「找出傳統上會帶來文明崩解的社會亂源，並且根據教祖L·羅恩·賀伯特的作品，注入解決之道，處理社會主要亂源。」山達基教會提出人權協會作爲山達基人在社會上做了許多好事的例證之一。批評者認爲，該組織舉辦活動前並不披露與山達基的關係，目的是推廣山達基創辦人羅恩·賀伯特。

### 公民人權委員會
該會另一個目標是推進公衆與公民人權委員會（Citizens Commission on Human Rights）接軌，「大量散佈國際公民人權委員會的宣傳訊息，活躍一般民眾、意見領袖、立法人員、官員等等，阻止不當的精神科治療持續危害下一代的心理健康。」。促進會創立時的董監事陶昌文、蘇熙文、林大成，同是現任社團法人中華公民人權協會的董監事。根據山達基教會在1993年與美國國稅局的協議，公民人權委員會是山達基教會的相關機構。
山達基會員組織的每一項活動，無論與山達基教關係距離的遠近，都是融入了長期的戰略計劃，該計劃最終是由山達基教會最高管理層掌舵。。

## 活動
該促進會的活動，是藉由宣導聯合國於1948年所訂定的《世界人權宣言》，讓青少年、甚至一般民眾瞭解他們所擁有的基本權利，並將這30條聯合國世界人權宣言落實在生活中。並派發有爭議性的DVD。
中華國際人權促進會的百名會員，2008年10月12日在台中市發起連署，抗議董氏基金會以慈善之名，誘導教育部在校園對學生做憂鬱症篩選。董氏基金會否認合謀，表示捐款提案的內容，嚴格規定不能與任何藥物或治療有關。
2009年12月5日，中華國際人權促進會與國際青少年人權協會在台灣台中市豐樂雕塑公園聯合主辦人權嘉年華活動。
2012年9月，根據山達基教會，曾經擔任山達基職業輔導員之陳睿謙，到比利時代表臺灣中華國際人權促進會出席國際青少年人權協會舉辦的第九屆國際青少年人權高峰會。
2012年11月，中華國際人權促進會主辦的大學城青少年人權國際交流活動。該促進會邀請中華國際人權促進會的國際人權大使喬翰（Johan Khalilian）與梅樂琳（Melany Bennett)在中國醫藥學院
與中興大學舉辦大專院校人權教育宣導，並播放山達基教會製作的人權電影。喬翰自稱是演員、模特和勵志演說家，以處男身份接受電視新聞和著名節目訪問。
梅樂琳是廣告模特，是山達基人，最高程度教育在山達基教會辨的德爾福學校完成。
2013年3月，臺灣山達基教會在台北主辦第一屆亞洲青少年人權高峰會，由國際青少年人權協會與臺灣分會贊助，由美國山達基教徒模特 Melany Bennett 在會場走秀，製造了不少話題。當選本屆青少年人權大使的成員有台北大同大學陳玫伶、彰化師範大學黃卉婧、高雄餐旅大學李中莉以及許謹麗。
2024年3月13日，國立中正大學邀請山達基教會人道計畫辦公室主任、國際人權大使莊凱仲，舉辦「青年改變的力量」的演講會。

### 抗議校園施做心理衛生健康檢查
中國時報台中報導：

 中華國際人權促進會和上百名家長，十二日在台中市發起萬人連署，抗議董氏基金會以慈善之名，誘導教育部在校園對學生做憂鬱症篩選，協助廠商推廣憂鬱症用藥，質疑此舉侵犯隱私權、圖利藥商；還向總統馬英九喊話，不要讓學生被貼上憂鬱症標籤。
董氏基金會否認合謀，
表示捐款提案的內容，嚴格規定不能與任何藥物或治療有關。公民人權協會一向在沒有可靠的證據下就提出陰謀論，例如指德國納粹希特勒是精神病科統治世界、總體規劃的核心。
部分家長則害怕孩子因此被貼上憂鬱症標籤遭排擠且被列為高危險群，還擔心以後就業困難。然而這擔憂是本末倒置的。

## 大衆對人權教材的反應
中華國際人權促進會所派發的人權教材有DVD與小冊子，是由國際山達基教會人權部門所創造的，以教會贊助機構國際青少年人權協會或國際人權團結聯盟名義發行的影片「團結在一起」、「什麼是人權」和30個公共服務電視公告，說明世界人權宣言30條。這些教材曾在國際間引起爭議。
在2007年，三名女高中生投訴被剝削，在派發的資料中，到處引用山達基創辦人羅恩賀伯特的名言，他的照片比人權活動家馬丁路德·金、甘地、納爾遜·曼德拉、托馬斯·杰斐遜更加突出。
2009年12月5日，中華國際人權促進會主辦的人權嘉年華活動，在舞台背景有大字，引用山達基創立者羅恩·賀伯特說的：「人權必須要落實，而不能只是理想」。
2009年，山達基教會贊助人士在澳大利亞新南威爾士州小學派發DVD，包含了一系列30部公共服務公告影片，相應世界人權宣言的條文，而當中沒有透露它與山達基教會的關係。教育部長警告所有州立小學這些宣傳影片的滲透，山達基教會是沒有得到批准在州立學校有任何活動的，更建議校長不得分派DVD和小冊子。 一位小學校長被激怒了，因爲這些人利用世界人權宣言，以促進山達基。一名反山達基人士說：「山達基教會是出名的以人權題目吸引人。」
2013年，在澳大利亞布里斯班以南的伍德里奇州立中學，當家長得知60名兒童參加的研討會的材料是由山達基資助的，被驚呆了。參議員色諾芬（Nick Xenophon）說：「這個是對人權的殘酷諷刺，有這麼多的前山達基教徒告訴我他怎樣受教會虐待。」色諾芬更在電視臺訪問中說：「事實上，當我看到這麼多的人一直被所謂山達基教會侵犯人權，毀了生活，毀了感情和經濟，而這些搞笑者不斷談論人們的人權，這的確是一個殘酷的惡作劇。」教會代表回复，人權協會推行的是一個良好的教育計劃，他們課程中的材料只包括聯合國世界人權宣言。

## 支持國際人權促進會機構
台北市中正國小的李惠芬老師自2009年被選爲臺北市人權教育輔導團成員，2011年被選爲教育部國際文教處中央人權輔導團成員，成爲全國國中小人權教育的模範，以多重身份舉辦促進會活動。
外交部組團赴美國參加「美國國際志工行動協會」2013年會，幹部甄選名單包括中華國際人權促進會人權大使陳睿謙，曾任山達基職業輔導員、運用山達基技術的人生教練，其後到雪梨的高級理想機構（山達基教堂）工作。

## 外部連結
- 中華國際人權促進會官方網站（页面存档备份，存于）| - 论 - 编 山達基          | - 论 - 编 山達基                                                                                                                                                                                                                                                                                                                                |
| ------------------------- | --- |
| 信仰內容 與實踐 | - 戴尼提/《戴尼提》 - 聽析 - 通往完全自由之橋 - 清新 - 希坦 - 運作中的希坦-OT - 訓練例程 - 淨化程式 - 電儀表 - 經典 - 術語和字彙 - 品格與司法 - 學習技術 - 茲努 - 隔離 - 無聲分娩 |
| 歷史與 爭議     | - 戴尼辛 - 阿拉斯加精神健康促進法 - 山達基教會在英文維基百科上的編輯 - 麗莎·麥克弗森之死 - 艾莉·帕金斯謀殺案 - 卡雅·巴爾羅之死 - 公平遊戲 - 特別事務辦公室行動列表 - 白雪公主行動 - 恐慌行動 - 洞穴 - 壓抑者 - 山達基教與法律 - 山達基教的商業模式 - 國際山達基教會訴菲什曼和格爾茨 - 沃勒斯海姆訴山達基教會 - 美國訴賀伯特 |
| 組織                      | - 山達基教會 - 國際山達基教會 - 國際山達基人協會 - 宗教技術中心 - 靈性技術教會 - 海洋機構（核心） - 清新擴展委員會 - 特別事務辦公室 - 名人中心 - 自由風郵輪 - 黃金年代製片廠 （黃金基地） |
| 领导人          | - L·罗恩·贺伯特 - 瑪麗·蘇·賀伯特 - 赫伯·延奇 - 大衛·密斯凱維吉 - 蜜雪兒·密斯凱維吉 |
| 關聯團體與招募            | - 掩護機構 - 牛津能力分析 - 生活與教育改善協會（應用教育協會-那可拿-可明納-快樂之道） - 公民人權委員會 - 國際人權團結聯盟/國際青少年人權協會（中華國際人權促進會） - 無毒世界 - 志願牧師 - 莫克森與科布林律師事務所 - 自由地帶-獨立山達基人 - 山達基世界企業協會-賀伯特管理學院                                                                 |
| 大眾文化        | - 大製騙家 - 解密山達基 - 大師 (電影) - 《南方四賤客》第9季的第12集 |
| - Wikimedia Commons       | |